# Sequehart
Sequehart è un comune francese di 222 abitanti situato nel dipartimento dell'Aisne della regione dell'Alta Francia.

## Storia

### La prima guerra mondiale
Dopo la battaglia delle Frontiere dal 7 al 24 agosto 1914, di fronte alle perdite subite, lo Stato Maggiore francese decise di ritirarsi dal Belgio. Il 27 agosto 1914, i tedeschi occuparono il villaggio e proseguirono la loro avanzata verso ovest. Da allora ebbe inizio l'occupazione tedesca che durò fino all'ottobre 1918. Durante tutto questo periodo Sequehart rimase lontana dal fronte, che si trovava a una quarantina di chilometri a ovest verso Péronne. Il villaggio funse da retroguardia per l'esercito tedesco. Nel settembre 1918, dopo aspri combattimenti, la Linea Hindenburg fu superata sul Canale di San Quintino e a poco a poco i tedeschi, attaccati dalle truppe franco-australiane, retrocessero di villaggio in villaggio.
Appena liberato il 2 ottobre dalle truppe britanniche, il villaggio fu ripreso l'indomani dai tedeschi e poi di nuovo liberato dai Britannici dopo violenti combattimenti. Nei due cimiteri britannici presenti sul territorio comunale sono inumati 106 soldati britannici caduti durante tali combattimenti.. Il villaggio subì numerosi danni a seguito dei bombardamenti.
A causa delle sofferenze subite dalla popolazione durante i quattro anni di occupazione tedesca e i danni agli edifici, al comune è stata assegnata la Croce di guerra francese 1914-1918 il 26 ottobre 1920..
Sul monumento ai caduti sono scritti i nomi degli 8 cittadini del comune morti per la Francia.

## Società

### Evoluzione demografica
Abitanti censiti